# Bucculatrix ratisbonnensis
Bucculatrix ratisbonnensis är en fjärilsart som beskrevs av Henry Tibbats Stainton. Bucculatrix ratisbonnensis ingår i släktet Bucculatrix och familjen kronmalar. Inga underarter finns listade i Catalogue of Life.